# 윌리엄 베일
윌리엄 "체리" 베일 (William "Cherry" Vale : 1914년 6월 3일 ~ 1981년 11월 29일)

## 요약
2차 세계대전 동안 영국 공군에서 활동한 전투기 조종사이자 에이스 파일럿.
그는 전쟁 동안 30대의 적기를 단독으로 격추했음을 인정받았지만 다른 여러 에이스들과 마찬가지로 추가 전과가 있었을 것으로 생각된다. 또한 그는 격추 외에도 지상에 주기된 적기 3대를 격파했으며 공중전에서 8대에 피해를 입혔다고 주장했다. 윌리엄 베일은 구식 복엽 전투기인 글로스터 글래디에이터(Gloster Gladiator)를 몰고 10대를 격추시키고 나중에 호커 허리케인(Hawker Hurricane)으로 갈아탄 후에는 20대의 추축군 항공기를 격추시켜 매우 드문 단엽기 겸 복엽기 에이스로 등극했다. 또한 그가 글래디에이터로 세운 무공은 마마듀크 패틀(Marmaduke Pattle)에 이어 RAF에서 두 번째로 높은 전과였고 영연방 전체 격추 전과로는 3위에 해당하는 위대한 에이스였다.

## 어린 시절과 경력
영국 켄트주(Kent) 채텀(Chatham)에서 1차 대전이 발발하던 1914년에 태어난 윌리엄 베일은 서포크(Suffolk)의 프람링엄(Framlingham)이란 마을에서 자라났다. 그의 아버지는 영국 해군에서 복무하며 해병대 대위로 전역한 퇴역 군인이어서 어린 베일은 일찍부터 군대 문화를 체득하며 자라났다. 유달리 튼튼한 체력과 뛰어난 운동신경을 부모로부터 물려 받은 그는 학창 시절 운동선수로 상당한 소질을 보여 카운티의 대표로 선발되기도 했다.

"체리(Cherry)"란 별명으로 불리던 청년 베일은 만17세가 되던 1931년에 사병으로 왕립 공군에 입대했다. RAF 군번 565293을 받은 그는 처음에는 정비사로 근무했지만, 얼마 안가 직접 비행기에 타겠다는 꿈을 키우게 되어 후방석에서 기관총을 다루는 기총사수로 보직을 바꾸게 된다. 1935년에 그는 이집트에 주둔하고 있던 제33비행대대(No. 33 Squadron RAF)에 배치되어 복엽 경폭격기 호커 하트(Hawker Hart)의 후방석에 타고 있었다. 해가 바뀐 1936년부터 그는 아부 수웨이르(Abu Suwayr)에 있는 제4비행학교(No. 4 Flying Training School)에서 조종사 훈련을 받기 시작했다. 이미 기본 교육을 수료했던 탓에 적응이 빨랐던 그는 1937년 말에 하사 계급장을 달고 제33비행대대로 돌아와 꿈에도 그리던 조종사로 근무하게 된다. 1938년 3월에 이 부대는 글로스터 글래디에이터를 수령하고 기종 전환 훈련을 하게 된다.

## 전투
전쟁이 발발했을 때에도 이집트에서 복무하고 있던 윌리엄 베일은 비행중사가 되어 있었고,  국경을 넘어 리비아를 넘나 들며 비행 임무를 수행했다. 그는 6월 24일에는 공군 조종사 기장을 달고 정식으로 전투조종사로 보직을 명받았다. 그는 1940년 7월 1일부터 1941년 2월 28일 사이에 글래디에이터로 무려 10대의 이탈리아 공군기를 격추시켰지만, 그중에서 몇 번의 승리는 항복 이후 자료 상당수가 멸실된 이탈리아군의 전투보고서를 통해서는 확인되지 않는 것도 있었다.

베일 중사는 1940년 7월 1일에 카푸초 요새(Fort Capuzzo) 상공에서 맞닥뜨린 이탈리아 공군의 복엽 전투기 피아트 CR.32를 상대로 첫 승리를 거두었다. 하지만 당일 작전에 임했다고 추정되는 제50전투항공단(50° Stormo)은 아무런 손실이 없다고 해서 교차 검증이 되지 않는다. 7월 15일, 지상군 방어를 위해 초계 비행을 하던 그는 메르사 마트루(Mersa Matruh) 근처에서 사보이아-마르케티 SM.79 폭격기의 격추를 주장했으나, 이 기록은 전투와 관련된 이탈리아 부대가 알려져 있지 않아 이탈리아측 기록만으로는 사실 여부를 알 수 없다.
"9대의 글래디에이터와 3대의 PZL은 코리차 상공에서 공세적인 초계비행을 하기 위해 3개 편대로 나뉘어 그리스 중부의 트리칼라(Trikala)에서 이륙했다. 나는 마마듀크 패틀(Marmaduke Thomas St John Pattle : 1914~1941 / 51킬)이 이끌고 있는 편대의 3번기를 타고 있었다. 우리는 14:40시에 작전 공역에 도착했고, 약 5분 동안 초계를 하고 있자니 우측 14,000피트 고도에서 우리 편대를 향해 접근하는 것이 목격되었다. 편대장 듀크는 각자 위치를 고수하라는 수신호를 보냈고, 잠시 후 그가 적기에 달려들며 사격을 시작하자 적기들은 대형을 깨고 산산히 흩어졌다. 패틀이 1대의 CR.42를 골라 집중사격을 가하자 엔진에서 연기가 나더니 통제 불능 상태로 추락했다. 다른 CR.42는 2번기와 교전했다. 나도 적기의 꼬리를 잡으려고 용을 쓰다가 마침내 나란히 나는 적기의 꼬리에 붙을 수 있었는데, 가까이 가서 보니 다른 편대장인 빌 히키(William Joseph Hickey : 1907~1940 / 1킬)가 이끄는 1번 편대라는 걸 깨달았다.
우리는 그렇게 편대를 짜고 코리차 상공 10,000피트에서 순찰을 계속했는데, 갑자기 꽤 가까운 곳에서 대공포탄이 터지기 시작했다. 우리가 비행경로를 바꾸자 고도 6,000피트에서 3대의 CR.42가 눈에 띄었고, 곧 히키 편대장은 '탤리호!(Tally-ho!)' 신호를 외쳤다. 우리 편대는 분열되어 북쪽으로 이탈하고 있던 적 전투기를 향해 급강하했다. 나는 1/4 롤을 걸어 공격하기 좋은 위치로 미끄러져 들어갔고, 방아쇠를 당기자 놀란 적 조종사는 회피기동을 구사했다. 기체를 잠깐 흔들던 그는 급강하로 보이는 기동을 해서 의아했는데, 곧 엔진에서 연기가 나고 있다는 걸 알아챘다. 나는 멈추지 않고 그 적기가 작은 구름을 뚫고 두 언덕 사이를 지날 때까지 짧게 점사를 거듭했다. 이윽고 그가 조각구름 속으로 사라지자 나는 구름 위로 따라갔지만 적기가 나타나지 않아 잠시 두리번거렸다. 내가 계곡 아래에 추락해서 불타는 잔해를 확인한 순간, 그와 동시에 적기로부터 기총 사격이 쏟아졌다!
나는 즉시 조종간을 당겨 급상승했다. 6,000피트 고도에 이르자 엔진 카울링 아래로 급강하하는 단엽기가 얼핏 보였다. 곧바로 추격전을 펼쳤지만 거리가 멀어 400야드 정도에서 짧은 사격을 가했지만 점점 멀어져 포기했다. 나는 다시 고도를 높여서 우군기와 적기들을 내려다 보았다. 그들은 언덕 아래 아주 낮은 고도에서 빙빙 돌며 개싸움을 하고 있었는데, 적 조종사가 글래디에이터를 자기네 대공포대 가까이 유인하려 한다는 걸 알아챘다. 나는 글래디에이터 조종사가 기수를 돌리고 그 적기를 놓아주는걸 기다렸다가 공격을 감행했다. 내가 쏜 총탄은 엔진에 불을 붙이기 전에 흰 연기가 먼저 나고 그다음에 검은 연기를 뿜는다는 사실을 배웠다. 나는 다른 우군기들이 철수할 때까지 계속 공격을 거듭했고 그리고 나서 자세를 회복했다.
난 큰 도로 위로 아주 낮게 내려갈 때까지 전투 태세를 계속 유지했다. 그러고 있자니 조금 전 피격 당한 CR.42가 뒤집힌 채 언덕 너머로 추락하는 것이 보였는데, 그 기체는 불길에 휩싸이지 않았다. 나는 지상에 보이는 적군을 향해 기총소사를 가했다. 이탈하면서 고도를 조금 놓이며 다른 글래디에이터 조종사가 나와 합류할 수 있도록 날개를 흔들었는데, 그걸 본 조종사는 샘 쿠퍼(Samuel George ‘Sam’ Cooper : 1916~1940 / 2킬) 소위 뿐이었고 마침 그는 탄약이 떨어진 상태였다.
귀로에 오른 우리는 중간에 연료를 보급하기 위해 엘레우시스(Eleusis)에 착륙했다가 다시 우리 비행장으로 나아갔다. 돌아온 내가 기체를 점검하자 꼬리날개에 총알 구멍이 하나 뚫려 있었는데, 그것 외에는 아무런 손상이 없었다. 나는 이 교전에서 이탈리아 조종사들이 마주칠 때마다 롤하고 급강하하면서 회피 동작을 하도록 훈련받았다는 사실을 발견했고 이 경험은 훗날 내 싸움에 있어서 매우 유익한 수업이 되었다."

7월에 윌리엄 베일은 제80비행대대(No. 80 Squadron RAF)로 옮겨져 배치된다. 그는 1940년 후반과 1941년 초까지 그리스와 발칸 반도에서 전투를 벌였고 1941년 5월에는 크레타 섬을 방어하기 위해 비행했다.
1941년 3월 3일에서 6월 12일까지 3개월 동안 윌리엄 베일은 탑승 기종을 호커 허리케인으로 바꿔 임무를 수행했다. 그 석 달 동안 베일은 20기 격추를 주장했다. 그러나 항공 역사가들은 유독 베일의 격추 기록에 관해 검증이 까다로웠는데, 예를 들어 1941년 3월 4일, 그는 허리케인 V7589를 타고 알바니아의 히마레-발로나(Himare-Valona) 상공에서 피아트 G.50과 싸워 공중에서 폭발했다고 주장했다. 같은 날 이탈리아 공군은 G.50은 1대도 잃어버린 보고가 없었다는 식이다. 5월 18일에 베일은 크레타에서 이집트로 다시 돌아왔다.
"그 교전은 알바니아 전역으로 확대되었습니다. 우리가 먼저 브레다 BR.20 폭격기 4대를 발견했고 곧바로 기습적인 사격을 퍼부었죠. 난 그중 1대가 불길에 불길에 휩싸이는걸 보고 있었는데, 다른 기체들을 가까이서 보니까 SM.79였습니다. 내가 우측 엔진을 겨냥해 방아쇠를 당기자 불이 붙었고, 금새 불길이 번져갔죠. 더 이상 사격할 필요가 없는 걸 확인한 나는 다음 적기를 잡으로 다시 강하했고, 그놈 역시 화염에 휩싸였습니다. 그리고 나서 우리는 10대의 CR.42 전투기와 거의 정면에서 마주쳤고, 우리는 유리한 고지를 차지하기 위해 그들 위로 올라가려고 상승했어요. 임멜만 턴을 구사해 그대로 적 전투기 1대의 꼬리를 잡고 사격을 가하니까 이리저리 회피하려고 기를 쓰는게 보였지만, 아무 소용이 없었습니다. 그 조종사는 전투기에 불이 붙자 조종석에서 즉각 일어나 뛰어내렸어요. 또 다른 CR.42의 조종사는 아예 탈출할 준비를 하고 있었던 건지, 내 사격을 맞더니 굴러 떨어지더군요. 나는 그때 돌아와야 했어요. 더 이상 탄약이 없었거든요."

그 후 그는 비시 프랑스군에 맞서 시리아 상공을 비행했고, 그의 격추 전과 중에서 3대는 비시 프랑스 공군기였다. 1941년 6월 11일, 베일은 프랑스 공군의 GR II/39 소속 포테즈 63(Potez 63) 쌍발 폭격기에 사격을 가해 피해를 입혔으나 연기를 끌며 도주했다고 보고했다. 다음날 그는 하이파() 근처에서 2대의 드보아틴 D.520 전투기를 마주쳐 둘 모두 격추시켰다. 그리스로부터의 혼란스러운 후퇴로 인하여 전투 보고서를 포함한 크레타 작전에서 RAF의 공식 기록들이 파기되면서 적 항공기에 대한 많은 조종사의 격추 주장은 입증이 불가능해졌다. 윌리엄 베일의 전과에 관해 특히 많은 시시비비가 걸리는 것은 그가 그 전역에서 정보장교를 통해 제출한 격추보고서 중에서 30건만 인정받았기 때문이기도 하지만, 활동 기간에 비해 너무 눈에 띄게 많은 격추수인 탓도 크다. 그래서 현재까지 발견된 자료에 의하면 30대 격추 전과 중에서 적어도 7개는 루프트바페와 이탈리아 공군의 기록만으로는 입증될 수 없다. 또한 그의 격추 스코어가 논란에 자주 오르는 원인은 베일이 북아프리카와 그리스 전역, 크레타 전투에서만 공중전을 수행했으며 큰 부상을 입지 않았음에도 전쟁의 남은 기간 동안 실전에 참가하지 않았기 때문이다.
어쨌든 실제로 적기를 꾸준히 잡아내고 있었던 윌리엄 베일은 1941년 3월 28일에 우수비행십자장(Distinguished Flying Cross)을 수여받았고 6월 24일에는 비로소 소위 계급장을 달고 비행 장교로 승진할 수 있었다.  같은 해 7월 11일에는 훈장에 막대기를 하나 더 붙여 2회 수여를 인증했다.  영국 정부의 공식 관보인 런던 가제트(London Gazette)에서 그 소식을 발표했는데 내용은 다음과 같다.
"윌리엄 베일, D.F.C. 44068, 제80비행대대. 그리스에서 철수 작전 후, 이 장교는 그의 부대 일부와 함께 말레메(Maleme) 비행장에 남아 있었다. 크레타에 대한 적의 공습 과정에서, 베일 조종사는 자신이 확고한 전투조종사임을 증명했다. 그는 수다 만(Suda Bay)의 정박지에 대한 임무 중에 적에 대한 공격을 계속했고 4대의 항공기를 파괴하는 대단한 용기와 결의를 보였다."

## 투사에서 교사로
베일은 작전 책임자로서 하이파 기지(RAF Haifa)에 파견되었고, 1942년 4월에 영국으로 돌아와 제59작전훈련부대(No. 59 Operational Training Unit)에서 신참 조종사들을 가르치는 비행 교관이 되었다. 1942년 1월 17일에 중위로 승진한 베일은 그는 보직을 1943년 초까지 유지했다. 1943년 3월, 베일 중위는 서튼 브릿지(Sutton Bridge)에 있는 중앙 사격술학교(Central Gunnery School)로 옮겨 전쟁이 끝날 때까지 웨리주 남부의 페어우드 커먼(Fairwood Common)에서 제11비행대대(No. 11 Squadron RAF)를 지휘했다. 1944년 9월 1일에 베일 대위는 훈련 임무에 쌓은 공훈을 인정받아 공군십자장(Air Force Cross)을 받게 된다.

## 전후
전쟁이 끝난 후에도 그는 공군에 계속 남기를 희망했다. 1946년에 그는 웨스트 레이넌햄(West Raynham)에서 군용기에 탑재되는 신무기와 기관포 같은 무기 실험을 관리하는 장교로 근무했지만 이 보직은 그에게 어떤 매력도 주지 못했다. 같은 해 10월에 공군에서 퇴역한 그는 민간인으로 돌아갔으나 1959년 6월 3일에는 편대장으로서 RAF 예비역에서 퇴역했다. 그는 몇 년 동안 노팅엄셔(Nottinghamshire)에서 살았는데, 1981년 11월 29일에 교통사고로 그만 사망하고 만다.